# Hausapotheke

Medizinschränkchen

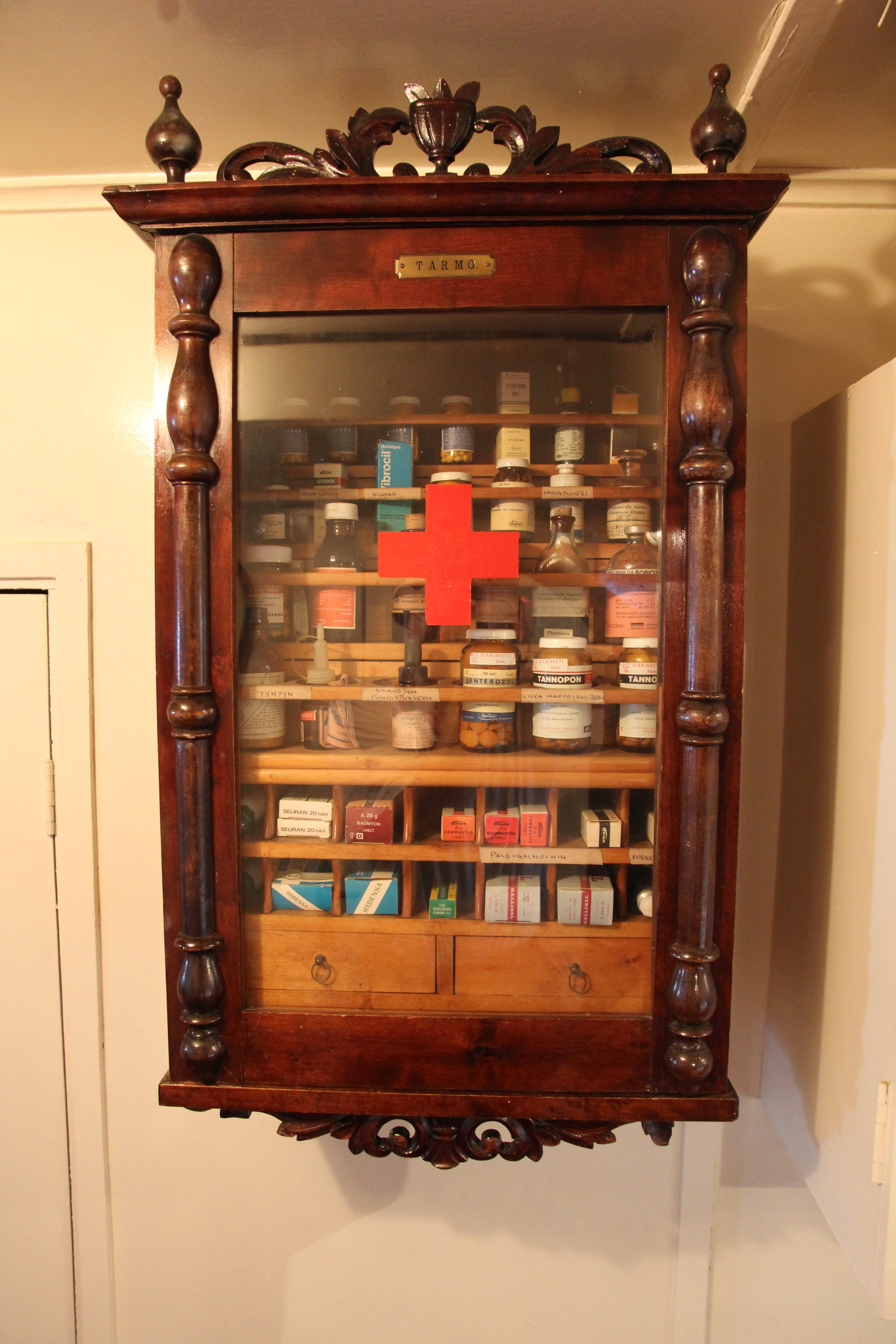
Hausapothekenschrank

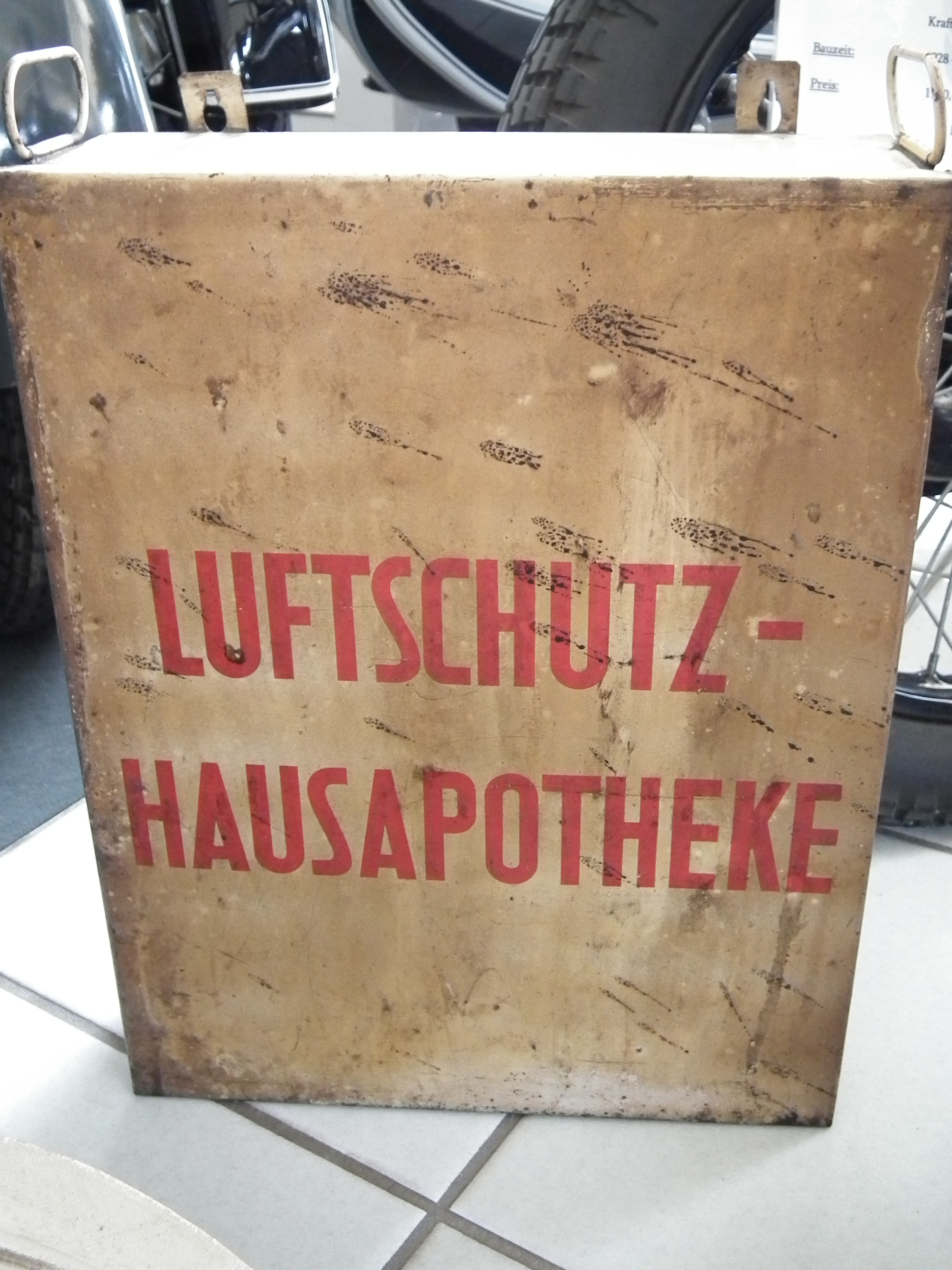
Luftschutz-Hausapotheke

Hausapotheke ist (heute) ein Behältnis, um im privaten häuslichen Bereich eine Zusammenstellung von häufig gebrauchten Arznei- und Verbandmitteln für die Erste Hilfe und häusliche Krankenpflege aufzubewahren.
Im anderen Sinne wird der Begriff Hausapotheke für ein wohnortnahes Apothekengeschäft oder die Tierärztliche Hausapotheke verwendet.
Im übertragenen Sinne bezeichnet man mit Hausapotheke auch die häusliche Krankenpflege.

## Private Hausapotheke (Medizinschrank)
In Österreich bieten die Apotheken für den privaten Medizinschrank seit längerem Informationsbroschüren an, um z. B. auf die nachteiligen Folgen abgelaufener Medikamente aufmerksam zu machen. Auch Tipps für die Art der Aufbewahrung und den wichtigsten Inhalt werden gegeben.
Arzneimittel:
- Medikamente für Erkältungskrankheiten
  - Hustensaft und Nasentropfen
  - Mittel gegen Halsschmerzen
- Medikamente gegen Schmerzen und Fieber (Tabletten, Zäpfchen oder Saft)
- Mittel gegen Durchfall und Verdauungsstörungen, Elektrolytlösungen gegen durchfallbedingten Elektrolytverlust
- Mückenschutzmittel sowie Mittel gegen Juckreiz und Insektenstiche
- Wundheilmittel bei Kratzern, Schürf-, Schnitt- und Brandwunden
  - Brand- und Wundgel
  - Salbe gegen Bluterguss
  - Wunddesinfektionsmittel
- Verschriebene Medikamente

Sonstiges:
- einfaches Verbandmaterial wie Wundschnellverband (Pflaster), Mullbinden usw. (z. B. nach DIN 13164 oder ÖNORM Z 1020 bestückt)
- Fieberthermometer
- Pinzette
- Erste-Hilfe-Schere
- Zeckenzange oder -karte

Der Niederösterreichische Zivilschutzverband empfiehlt weiter für die Hausapotheke:
- Kaliumiodidtabletten
- Kamillentropfen
- Ethylalkohol 70 %
- Wund- und Heilsalbe
- Baldriantropfen
- Wasserstoffperoxid 3 %
- Wundbenzin

Weitere Empfehlungen:
- Aufbewahrung an einem kühlen, trockenen Ort wie z. B. im Schlafzimmer  (Küche oder Bad sind ungünstig)
- Versperrbarer, kindersicherer Schrank (Montagehöhe über eineinhalb Meter), Schlüssel darüber aufhängen
- Medikamente nur in Originalverpackung und mit Beipackzettel lagern, Verfalldatum regelmäßig kontrollieren
- Telefonnummer von Haus- und Kinderarzt, nächstem Krankenhaus, Apotheke, Notruf und Giftnotruf (gut sichtbar innen im Schrank)

## Hausapotheke in Österreich
In Österreich wird unter dem Begriff Hausapotheke auch die ärztliche Hausapotheke im ländlichen Bereich verstanden. Eine ärztliche Hausapotheke ist eine klassische (kleine) Apotheke, welche von einem Arzt geführt wird und sollte von der regulären, durch  Apotheker geleitete Apotheker einen gewissen Mindestabstand haben. Diese dient der Versorgungssicherheit insbesondere in abgelegeneren Orten und kann die wirtschaftliche Tragfähigkeit einer Ordination verbessern, wird jedoch seitens der Standesvertretung der Apotheker kritisch beurteilt.